# Dalibarda
Dalibarda là một chi thực vật có hoa trong họ Hoa hồng.

## Hình ảnh

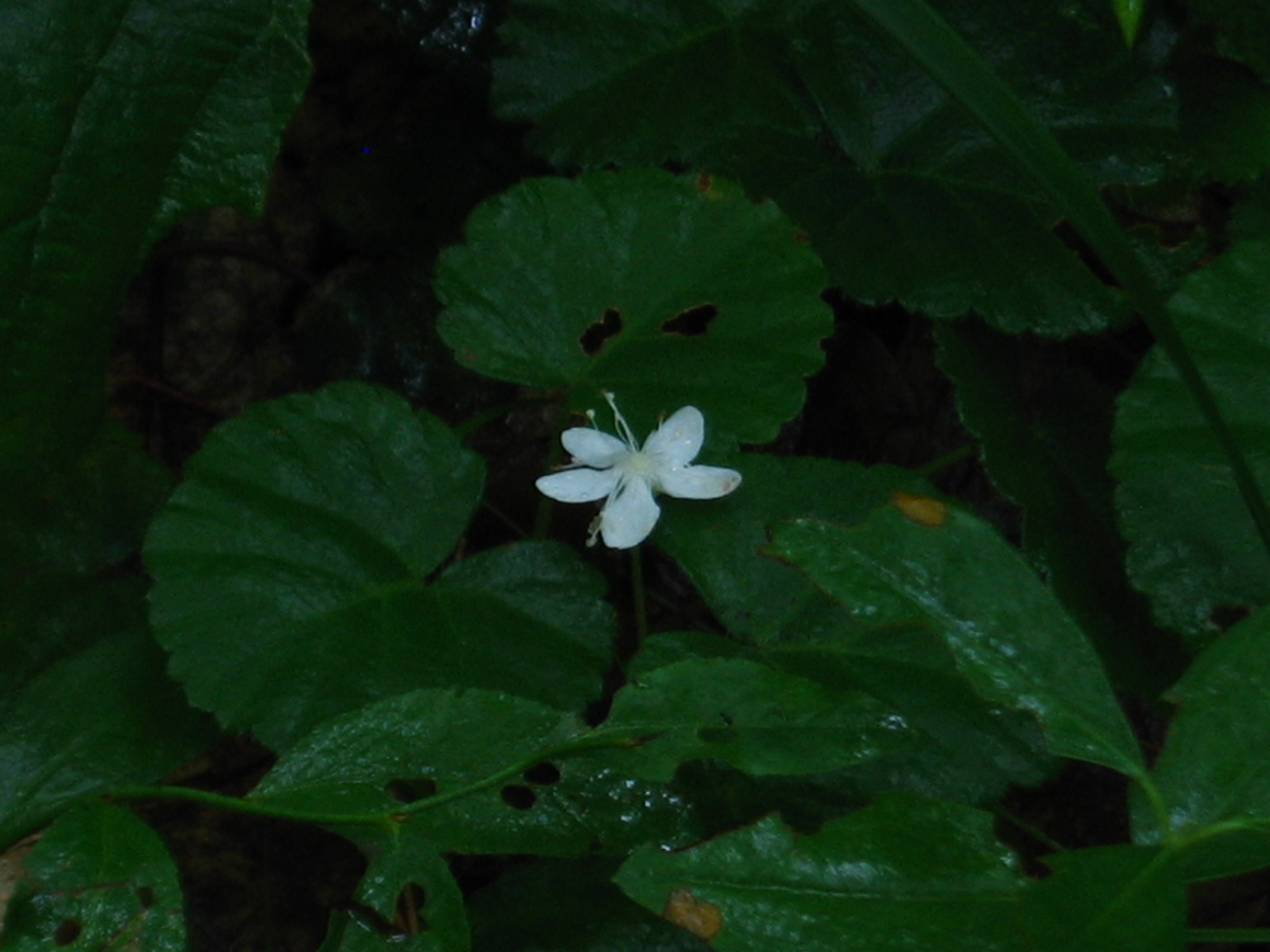
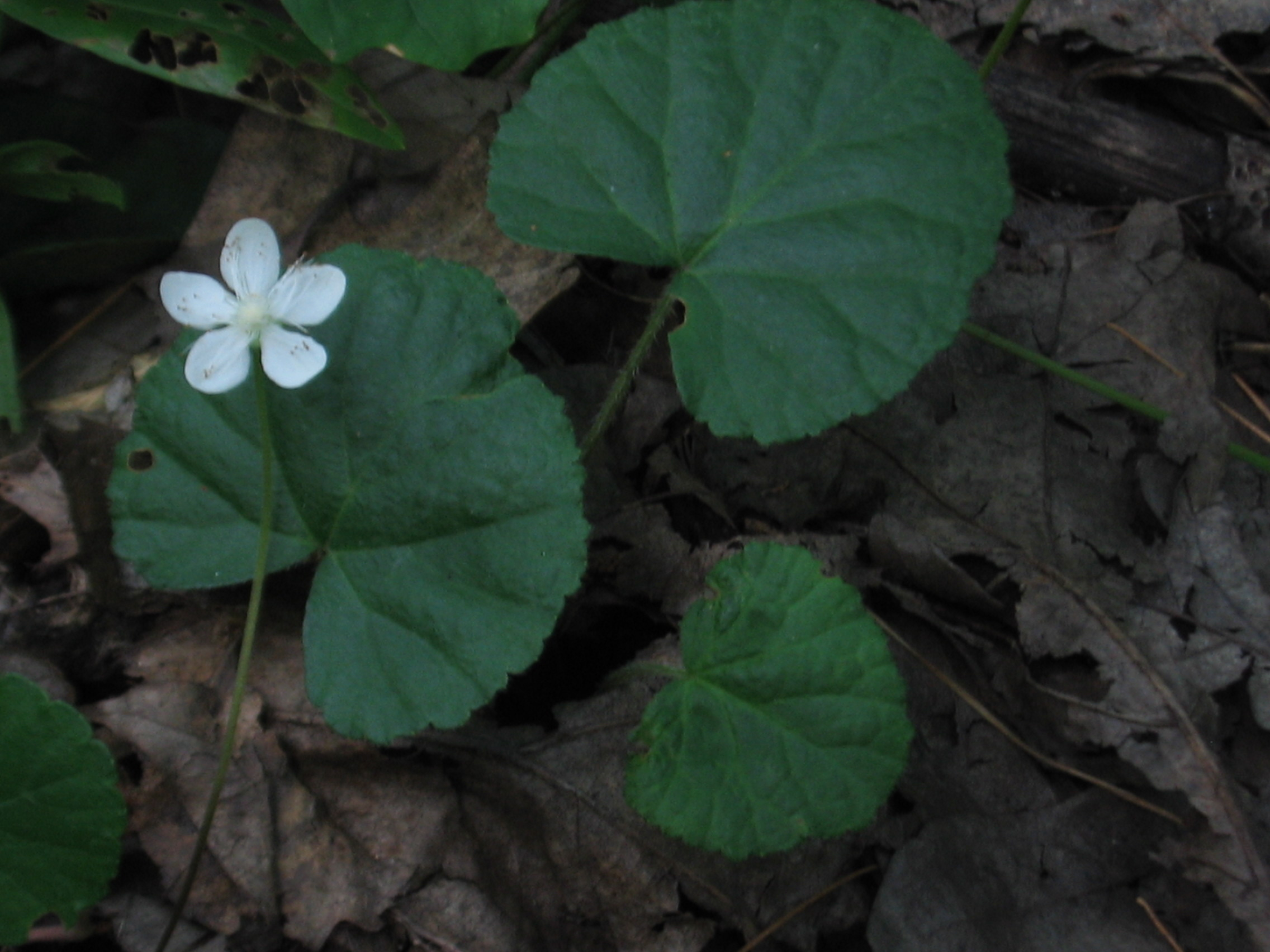

## Các loài
- Dalibarda calycina
- Dalibarda cordata
- Dalibarda fragarioides
- Dalibarda geoides
- Dalibarda latifolia
- Dalibarda lobata
- Dalibarda pedata
- Dalibarda pyrifolia
- Dalibarda repens
- Dalibarda ternata
- Dalibarda violaeoides